# Baldacci család
A végvezekényi báró Baldacci család egy olasz eredetű, honfiúsított magyar főnemesi család.

## Története
Első ismert ősük a XVII. századi Itáliában élő Davide Baldacci de Calcaterra lovag, aki a Visconti család tanácsadója és házi tanítója volt. Az ő leszármazottai közül Baldacci Antal és Manó 1830. május 30-án kaptak indigenátust, felvették őket a magyar nemesek soraiba. Végvezekényi előnevüket 1834. július 24-én adományozás útján kapta Antal báró. Ez az Antal a Főszámvevőszék Igazgatóságának az elnöke és főhadbiztosa volt, Ferenc császártól 1814. január 26-án osztrák birodalmi bárói címet kapott.

## Címere
Címerük Kempelen Béla szerint:
Czímer: ezüst paizsban zöld ágon gránátalma, jobboldali héjján a Deus szó; bárói korona; paizstartók: zöld földön két fehér szárnyu mór áll, homlokukon fehér kötelékkel.